# كينغسي (باكينجهامشير)
كينغسي (بالإنجليزية: Kingsey)‏ هي قرية وأبرشية مدنية تقع في المملكة المتحدة في إنجلترا. يقدر عدد سكانها بـ 207 نسمة .